# Waste of MFZB
Waste of MFZB è il quinto album della band statunitense Zebrahead, pubblicato solo in Giappone. Il nome dell'album può essere interpretato come una combinazione tra i nomi degli album Waste of Mind e MFZB, giocando inoltre sul significato del termine "waste" (in italiano "scarto", "rifiuto") in quanto le canzoni contenute in esso (ad eccezione della cover di Wannabe delle Spice Girls, antecedente) furono registrate durante le sessioni dell'album MFZB, ma lasciate poi fuori da quest'ultimo.

## Tracce
1. Are You For Real? – 3:23
2. Let Me Go – 2:58
3. One Less Headache – 3:13
4. Burn The School Down – 3:50
5. Lightning Rod – 3:39
6. Blindside – 3:00
7. Veils And Visions – 3:04
8. One Shot – 2:53
9. Timing Is Everything – 2:21
10. Wannabe (cover delle Spice Girls) – 2:29

## Formazione
- Justin Mauriello – voce e chitarra
- Ali Tabatabaee – voce
- Greg Bergdorf – chitarra
- Ben Osmundson – basso
- Ed Udhus – batteria